# Brandon Plaza
Brandon Plaza Hernández, född 22 oktober 1996, är en mexikansk taekwondoutövare.

## Karriär
I april 2012 tog Plaza brons i 45 kg-klassen vid junior-VM i Sharm el-Sheikh. I juli 2018 tog han guld i 58 kg-klassen vid panamerikanska mästerskapen i Spokane efter att ha besegrat dominikanske Luisito Pié i finalen. Samma månad tog Plaza även guld i 58 kg-klassen vid centralamerikanska och karibiska spelen i Barranquilla efter att återigen besegrat Luisito Pié i finalen.
I maj 2019 tog Plaza silver i 58 kg-klassen vid VM i Manchester efter en finalförlust mot sydkoreanska Jang Jun. I juli 2019 tog han även silver i 58 kg-klassen vid panamerikanska spelen i Lima efter en finalförlust mot argentinske Lucas Guzmán. I juni 2021 tog Plaza guld i 58 kg-klassen vid panamerikanska mästerskapen i Cancún efter att ha besegrat colombianske Jefferson Ochoa i finalen.
I maj 2022 tog Plaza brons i 58 kg-klassen vid panamerikanska mästerskapen i Punta Cana. I november 2022 tog han även brons i 58 kg-klassen vid VM i Guadalajara. I oktober 2023 tog Plaza guld i 58 kg-klassen vid panamerikanska spelen i Santiago efter att ha besegrat argentinske Lucas Guzmán i finalen.